# Мёртвые дети (Южный Парк)
«Мёртвые дети» — первый эпизод двадцать второго сезона мультсериала «Южный Парк». Вышел 26 сентября 2018 года в США. Премьера в России состоялась 3 октября на телеканале Paramount Comedy.

## Сюжет
В начальной школе «Южного Парка» происходит стрельба, в ходе которой погибают люди. Учитель четвёртого класса проводит работу над ошибками по контрольной работе по математике, и весь класс не обращает внимания на происходящее. Картман, который списал все ответы у Токена и провалил тест, обвиняет его в жульничестве. Он считает, что Токен намерено изменил все свои ответы из-за того, что Картман возненавидел фильм «Чёрная пантера», успех которого имеет культурное значение среди афроамериканцев. Токен говорит, что не смотрел этот фильм, что вызывает подозрения у Картмана, что Токен всё же смотрел фильм и даже разделяет позицию Картмана. После того, как Картман и Токен успешно уклоняются от выстрелов в ещё одной стрельбе, Токен даёт возможность списать Картману.
Шерон Марш возмущена не только стрельбой в школе, но и отсутствием реакции других людей на произошедшее. Рэнди приходит к выводу, что её злость вызвана либо её менструальным циклом, либо наступлением менопаузы. После очередной перестрелки Шерон собирает всех родителей одноклассников Стэна, чтобы обсудить ситуацию, однако другие родители не видят в этом всю важность вопроса. Рэнди пытается её задобрить, устроив вечеринку в школе, но Шэрон всем сообщает, что у неё нет менопаузы. Позже она извиняется перед Рэнди за своё поведение и им сообщают, что в ходе очередной перестрелки Стэн был ранен. Но вместо паники она демонстрирует спокойствие.